# جيراردو روجاس
جيراردو روجاس (بالإسبانية: Geraldo Rojas)‏ (30 نوفمبر 1990 بتوريون في المكسيك - ) هو ملاكم مكسيكي، صنّف ضمن فئة الوزن المتوسط.

## روابط خارجية
- جيراردو روجاس على موقع بوكس ريك (الإنجليزية) (registration required)